# 16-я гвардейская танковая бригада
16-я гвардейская танковая Речицкая Краснознамённая, орденов Суворова и Богдана Хмельницкого бригада — гвардейская танковая бригада Красной армии ВС СССР, в годы Великой Отечественной войны.
Условное наименование — войсковая часть полевая почта (в/ч пп) № 06800.
Сокращённое наименование — 16 гв. тбр.

## История формирования
Бригада была сформирована на основании директивы заместителя НКО СССР № 725444сс от 22 сентября 1941 года в городе Костерёво на базе 10-й танковой дивизии, как 19-я танковая бригада.
Приказом НКО СССР № 380 от 8 декабря 1942 года 26-й танковый корпус был преобразован в 1-й гвардейский танковый корпус, входившей в него 19-й танковой бригаде также было присвоено почётное звание «Гвардейская». Новый войсковой № 16-я гвардейская танковая бригада был присвоен директивой Генерального штаба КА № 991134 от 18 декабря 1942 года.

## Участие в боевых действиях
Период вхождения в действующую армию: 8 декабря 1942 года — 1 апреля 1943 года, 11 июня 1943 года — 11 августа 1943 года, 24 октября 1943 года — 12 мая 1944 года, 7 декабря 1943 года — 11 мая 1945 года.

## Состав
при переформировании в гвардейскую по штатам № 010/345 — 010/352:
- Управление бригады (штат № 010/345)
- 19-й отдельный танковый батальон (штат № 010/346)
- 237-й отдельный танковый батальон (штат № 010/346)
- Мотострелково-пулемётный батальон (штат № 010/347)
- Истребительно-противотанковая батарея (штат № 010/348)
- Зенитная батарея (штат № 010/349)
- Рота управления (штат № 010/350)
- Рота технического обеспечения (штат № 010/351)
- Медико-санитарный взвод (штат № 010/352)

директивой НКО № 1125896 от 31 марта 1943 года переведена на штаты № 010/270 — 010/277:
- Управление бригады (штат № 010/270)
- 19-й отдельный танковый батальон (штат № 010/271)
- 237-й отдельный танковый батальон (штат № 010/272)
- Мотострелково-пулемётный батальон (штат № 010/273)
- Истребительно-противотанковая батарея (штат № 010/274)
- Рота управления (штат № 010/275)
- Рота технического обеспечения (штат № 010/276)
- Медико-санитарный взвод (штат № 010/277)
- Рота противотанковых ружей (штат № 010/375)
- Зенитно-пулемётная рота (штат № 010/451)

Директивой ГШ КА № орг/3/308876 от 27 мая 1944 года переведена на штаты № 010/500 — 010/506:
- Управление бригады (штат № 010/500)
- 1-й отдельный танковый батальон (штат № 010/501)
- 2-й отдельный танковый батальон (штат № 010/501)
- 3-й отдельный танковый батальон (штат № 010/501)
- Моторизованный батальон автоматчиков (штат № 010/502)
- Зенитно-пулемётная рота (штат № 010/503)
- Рота управления (штат № 010/504)
- Рота технического обеспечения (штат № 010/505)
- Медсанвзвод (штат № 010/506)

## В составе
| Подчинение     | Подчинение                           | Подчинение         | Подчинение                      | Подчинение |
| Дата           | Фронт (военный округ)                | Армия              | Корпус                          | Примечания |
| -------------- | ------------------------------------ | ------------------ | ------------------------------- | ---------- |
| 1.01.1943 года | Юго-Западный фронт                   | 5-я танковая армия | 1-й гвардейский танковый корпус | -          |
| 1.02.1943 года | Юго-Западный фронт                   | -                  | 1-й гвардейский танковый корпус | -          |
| 1.03.1943 года | Юго-Западный фронт                   | -                  | 1-й гвардейский танковый корпус | -          |
| 1.04.1943 года | Резерв Верховного Главнокомандования | -                  | 1-й гвардейский танковый корпус | -          |
| 1.05.1943 года | Степной военный округ                | -                  | 1-й гвардейский танковый корпус | -          |
| 1.06.1943 года | Степной военный округ                | -                  | 1-й гвардейский танковый корпус | -          |
| 1.07.1943 года | Брянский фронт                       | -                  | 1-й гвардейский танковый корпус | -          |
| 1.08.1943 года | Брянский фронт                       | -                  | 1-й гвардейский танковый корпус | -          |
| 1.09.1943 года | Московский военный округ             | -                  | 1-й гвардейский танковый корпус | -          |
| 1.10.1943 года | Московский военный округ             | -                  | 1-й гвардейский танковый корпус | -          |
| 1.11.1943 года | Брянский фронт                       | -                  | 1-й гвардейский танковый корпус | -          |
| 1.12.1943 года | Брянский фронт                       | -                  | 1-й гвардейский танковый корпус | -          |
| 1.01.1944 года | Брянский фронт                       | 65-я армия         | 1-й гвардейский танковый корпус | -          |
| 1.02.1944 года | Брянский фронт                       | -                  | 1-й гвардейский танковый корпус | -          |
| 1.03.1944 года | 1-й Белорусский фронт                | -                  | 1-й гвардейский танковый корпус | -          |
| 1.04.1944 года | 1-й Белорусский фронт                | 50-я армия         | 1-й гвардейский танковый корпус | -          |
| 1.05.1944 года | 1-й Белорусский фронт                | -                  | 1-й гвардейский танковый корпус | -          |
| 1.06.1944 года | Резерв Верховного Главнокомандования | -                  | 1-й гвардейский танковый корпус | -          |
| 1.07.1944 года | 1-й Белорусский фронт                | -                  | 1-й гвардейский танковый корпус | -          |
| 1.08.1944 года | 1-й Белорусский фронт                | -                  | 1-й гвардейский танковый корпус | -          |
| 1.09.1944 года | 1-й Белорусский фронт                | -                  | 1-й гвардейский танковый корпус | -          |
| 1.10.1944 года | 1-й Белорусский фронт                | -                  | 1-й гвардейский танковый корпус | -          |
| 1.11.1944 года | 1-й Белорусский фронт                | -                  | 1-й гвардейский танковый корпус | -          |
| 1.12.1944 года | 2-й Белорусский фронт                | -                  | 1-й гвардейский танковый корпус | -          |
| 1.01.1945 года | 2-й Белорусский фронт                | -                  | 1-й гвардейский танковый корпус | -          |
| 1.02.1945 года | 2-й Белорусский фронт                | 70-я армия         | 1-й гвардейский танковый корпус | -          |
| 1.03.1945 года | 2-й Белорусский фронт                | -                  | 1-й гвардейский танковый корпус | -          |
| 1.04.1945 года | 2-й Белорусский фронт                | -                  | 1-й гвардейский танковый корпус | -          |
| 1.05.1945 года | 2-й Белорусский фронт                | -                  | 1-й гвардейский танковый корпус | -          |

## Командование бригады

### Командиры бригады
- Филиппенко, Николай Михайлович (08.12.1942 — 13.12.1943), гвардии полковник (тяжело ранен);
- Секунда, Наум Маркович[7] (14.12.1943 — 28.04.1944), гвардии подполковник (убыл в распоряжение УК БТиМВ);
- Лимаренко, Пётр Алексеевич[8] (29.04.1944 — 07.08.1944), гвардии полковник (освобожден от должности);
- Конарев, Семён Николаевич[9] (08.08.1944 — 12.12.1944), гвардии подполковник (отправлен на лечение);
- Дриленок, Сергей Филиппович[10] (13.01.1945 — 09.05.1945), гвардии полковник[11][12]

### Заместители командира бригады по строевой части
- Лелюх Иван Петрович[13] (25.03.1945 — 10.06.1945), гвардии подполковник

### Заместители командира по политической части
- Субботин Николай Дмитревич (08.12.1942 — 23.06.1943), гвардии майор, с 15.05.1943 гвардии подполковник[14]

### Начальники штаба бригады
- Бойко Пётр Григорьевич (08.12.1942 — 26.02.1944), гвардии капитан, гвардии майор, гвардии подполковник;
- Тарануха Николай Григорьевич (27.02.1944 — 28.02.1945), гвардии подполковник;
- Стрюков Василий Иванович (28.02.1945 — 10.03.1945), гвардии майор (погиб в бою);
- Уколов Василий Павлович (10.03.1945 — 07.05.1945), гвардии майор;
- Ананьев Сергей Тимофеевич (08.05.1945 — 10.06.1945), гвардии подполковник

### Начальники политотдела, с 06.1943 он же заместитель командира по политической части
- Аваков Николай Григорьевич (08.12.1942 — 20.05.1943), майор;
- Фриз Степан Семёнович (20.05.1943 — 03.08.1944), подполковник;
- Семенда Иван Яковлевич (03.08.1944 — 10.06.1945), майор, с 29.08.1944 подполковник[14]

## Отличившиеся воины
| Награда | Ф. И. О.                  | Должность                         | Звание  | Дата награждения | Примечания                                                                       |
| ------- | ------------------------- | --------------------------------- | ------- | ---------------- | -------------------------------------------------------------------------------- |
|         | Изюмов, Николай Андреевич | командир 1-го танкового батальона | гвардии | 24.03.1945       | погиб 28.06.1944, похоронен в братской могиле в деревне Бояры Бобруйского района |

## Награды и почётные наименования
| Награда (наименование)                | Дата награждения                                                                 | За что получена |
| ------------------------------------- | -------------------------------------------------------------------------------- | --- |
| Почётное звание «Гвардейская»         | присвоено приказом Народного комиссара обороны СССР № 380 от 8 декабря 1942 года | за проявленную отвагу в боях за Отечество с немецкими захватчиками, за стойкость, мужество, дисциплину и организованность, за героизм личного состава                       |
| Почётное наименование «Речицкая»      | присвоено приказом Верховного главнокомандующего № 043 от 18 ноября 1943 года    | в ознаменование одержанной победы и отличия в боях за освобождение города Речица                                                                                            |
| Орден Красного Знамени                | награждена указом Президиума Верховного Совета СССР от 5 апреля 1945 года        | за образцовое выполнение заданий командования в боях С немецкими захватчиками при овладении городами Нойштеттин, Прехлау и проявленные при этом доблесть и мужество         |
| Орден Суворова II степени             | награждена указом Президиума Верховного Совета СССР от 26 апреля 1945 года       | за образцовое выполнение заданий командования в боях с немецкими захватчиками при овладении городами Лауенбург, Картузы и проявленные при этом доблесть и мужество          |
| Орден Богдана Хмельницкого II степени | награждена указом Президиума Верховного Совета СССР от 17 мая 1945 года          | за образцовое выполнение заданий командования в боях с немецкими захватчиками при овладении городом и крепостью Гданьск (Данциг) и проявленные при этом доблесть и мужество |